# Globalno selo
Globalno selo (engl. Global Village) je fraza koji se koristi u medijima, a koju je prvi upotrijebio Marshall McLuhan 1960. u spisu Izvještaj o projektu i razumijevanju medija,  koja se provlačila i kroz cijelu njegovu knjigu  „Gutenbergova galaksija“ 1962. (eng. The Gutenberg Galaxy: The Making of Typographic Man) i još ju je podrobnije opisao u svojoj zadnjoj knjizi The Global Village. Ovaj izraz se odnosi na moderni svijet, koji je kroz računalne mreže tako dobro povezan da je u stvari postao „selo“. Danas se ovaj pojam koristi kao metafora za Internet i World Wide Web. Bez da se promijeni mjesto boravka, moguće je uz pomoć Interneta stupiti u kontakt s ljudima iz cijelog svijeta.
Iako je sam izraz toponim, McLuhan s njim prije želi označati jednu historijsku epohu nego određeno mjesto. Ova epoha počinje neposredno u „Gutenbergovoj galaksiji„, dakle u vremenu nastanka prve tiskane knjige. Ovi početci mogu se već prepoznati i otkriću alfabeta, no odlučujući korak je bio otkriće tiskarskog stroja od strane Johannesa Gutenberga. Tek na ovaj način bilo je moguće imati veliki broj informacija u samo jednoj knjizi.
Globalno selo će zamijeniti Gutenbergovu galaksiju (McLuhan je napisao knjigu 1960-ih). Individualnost bi se u takvom jednm Globalnom 
selu napustila u korist jednom kolektivnom identitetu. McLuhan nije opisao pojam s pozitivnim prizvukom, kakav se danas često koristi. Upozorio je na mogućnost zlouporabe novih tehnologija od strane totalitarizma i terorizma, kao i na opasnost kad se novi mediji ne ponašaju korektno.
Pojam se u teoriji medija više ne koristi. Danas se više govori o McLuhan galaksiji (Manuel Castells), koja predstavlja prijelaz ka Turingovoj galaksiji (Volker Grassmuck), ili se pak koristi generalni izraz elektroničko doba, koji označava kraj epohe koju predstavlja Gutenbergova galaksija.